# Gevoord landvorkje
Gevoord landvorkje (Riccia bifurca) is een levermos behorend tot de watervorkjesmosfamilie (Ricciaceae). Het komt voor op lemig of fijn zand.

## Ecologie
Gevoord landvorkje is een pionier op vochthoudende tot vochtige, lichte tot halfbeschaduwde, zwak zure tot basische, eutrofe standplaatsen; het meest op zandig-lemige en zandig-kleiïge bodem van sloot- en greppelkanten, op droogvallende oevers van vijvers en plassen, ook op open plekken en paden in bos en in voertuigsporen, voorts op braakliggende akkers en op kuilvoerhopen, in moestuinen, plantsoenen en parken. 
Anders dan diverse andere landvorkjes komt gevoord landvorkje ook in basische milieus als kalkgraslanden en uiterwaarden voor. Het heeft veel gemeen met dik landvorkje (Riccia beyrichiana), maar dit mos onderscheidt zich echter van gevoord landvorkje door de veel grotere sporen.

## Verspreiding
In Nederland is gevoord landvorkje zeldzaam. Het is niet bedreigd en staat niet op de rode lijst. Op de arme zandgronden (Veluwe, Drenthe) is de soort vrijwel afwezig. Het relatief grote aantal stippen in de Achterhoek is waarschijnlijk vooral een inventarisatie-effect. Gevoord landvorkje heeft in Nederland vrijwel hetzelfde verspreidingsbeeld als dik landvorkje.